# Police nad Metují
Police nad Metují (en allemand : Politz an der Mettau) est une ville du district de Náchod, dans la région de Hradec Králové, en Tchéquie. Sa population s'élevait à 4 150 habitants en 2024.

## Géographie
Police nad Metují se trouve à 15 km au nord-nord-est de Náchod, à 47 km au nord-est de Hradec Králové et à 138 km à l'est-nord-est de Prague.

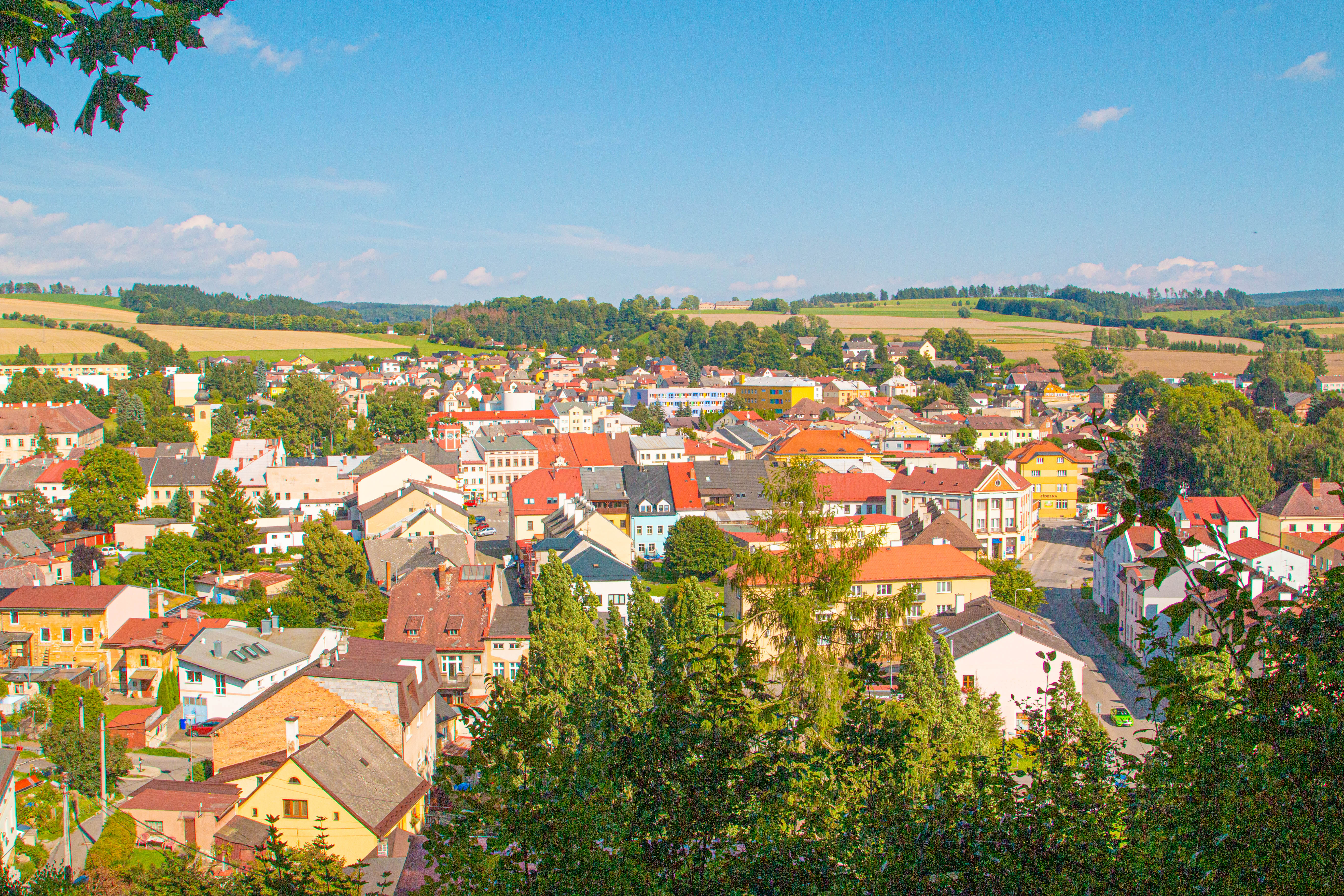
Vue générale de Polici nad Metují.

La commune est limitée par Jetřichov au nord, par Křinice et Suchý Důl à l'est, par Machov, Bezděkov nad Metují et Velké Petrovice au sud, et par Žďár nad Metují, Bukovice et Teplice nad Metují à l'ouest.

## Histoire
La première mention écrite de la localité date de 1253.

## Administration
La commune se compose de six sections :
- Police nad Metují
- Hlavňov
- Hony
- Pěkov
- Radešov
- Velká Ledhuje

## Galerie

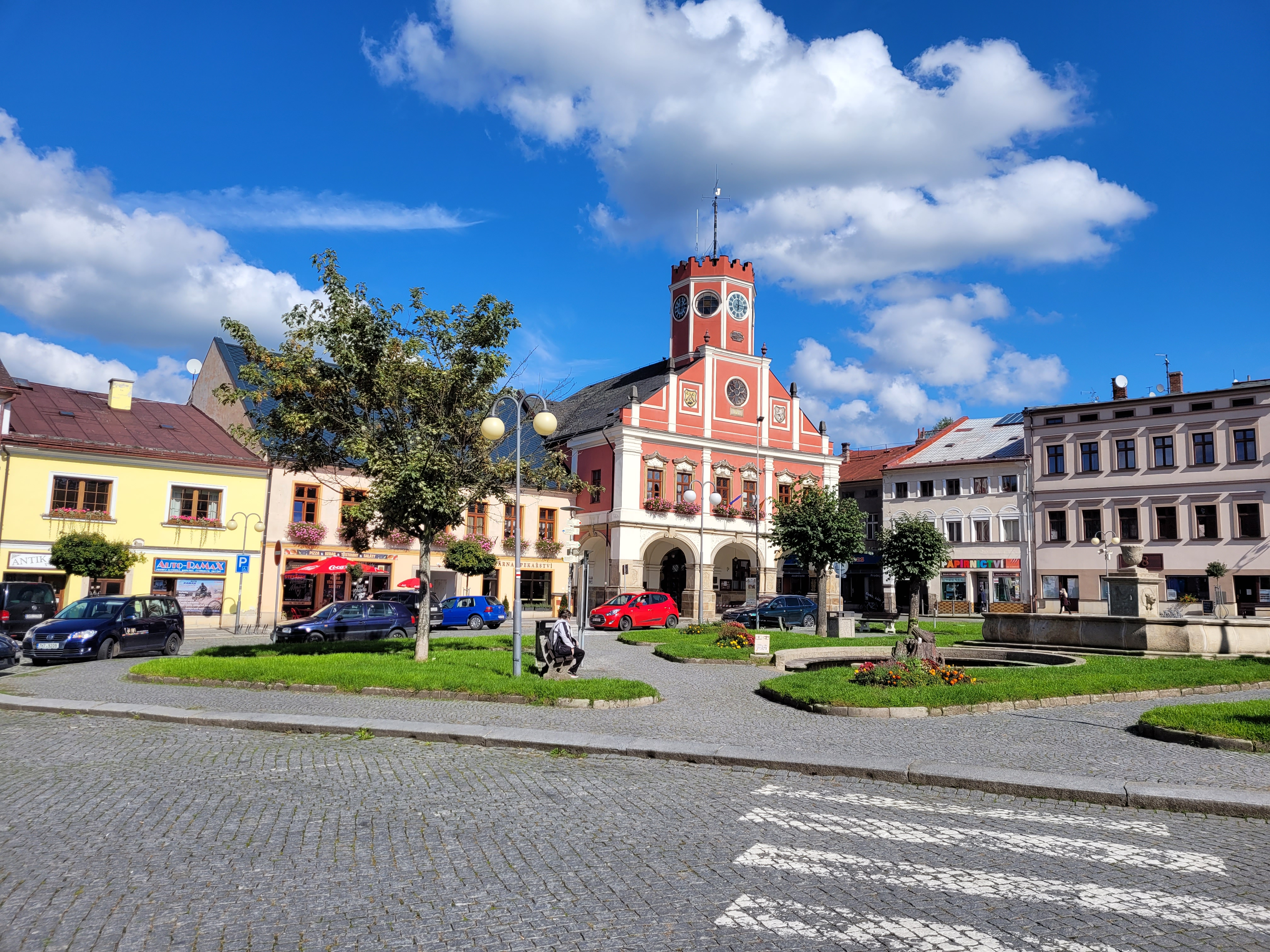
Hôtel de ville.
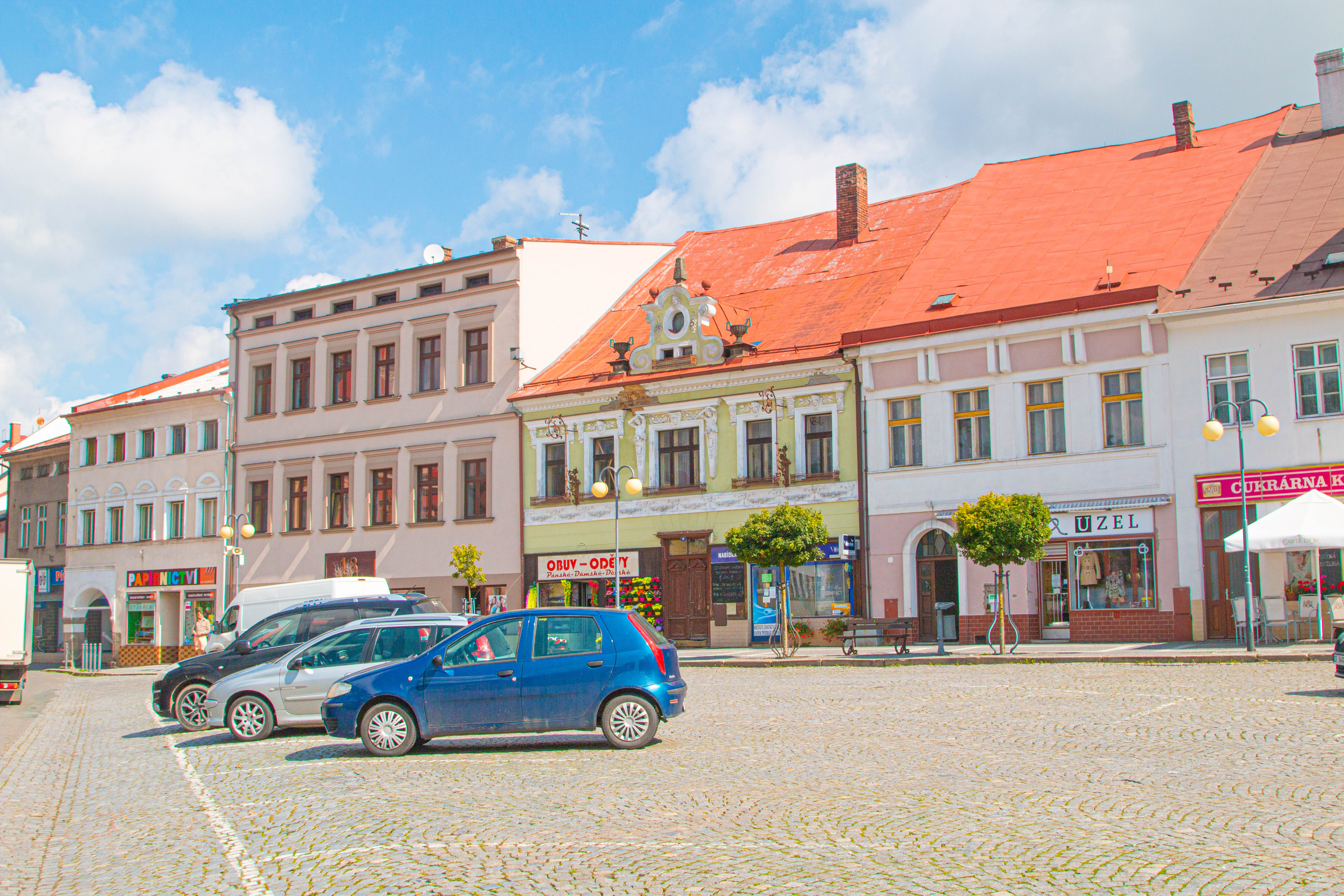
Place Masaryk.

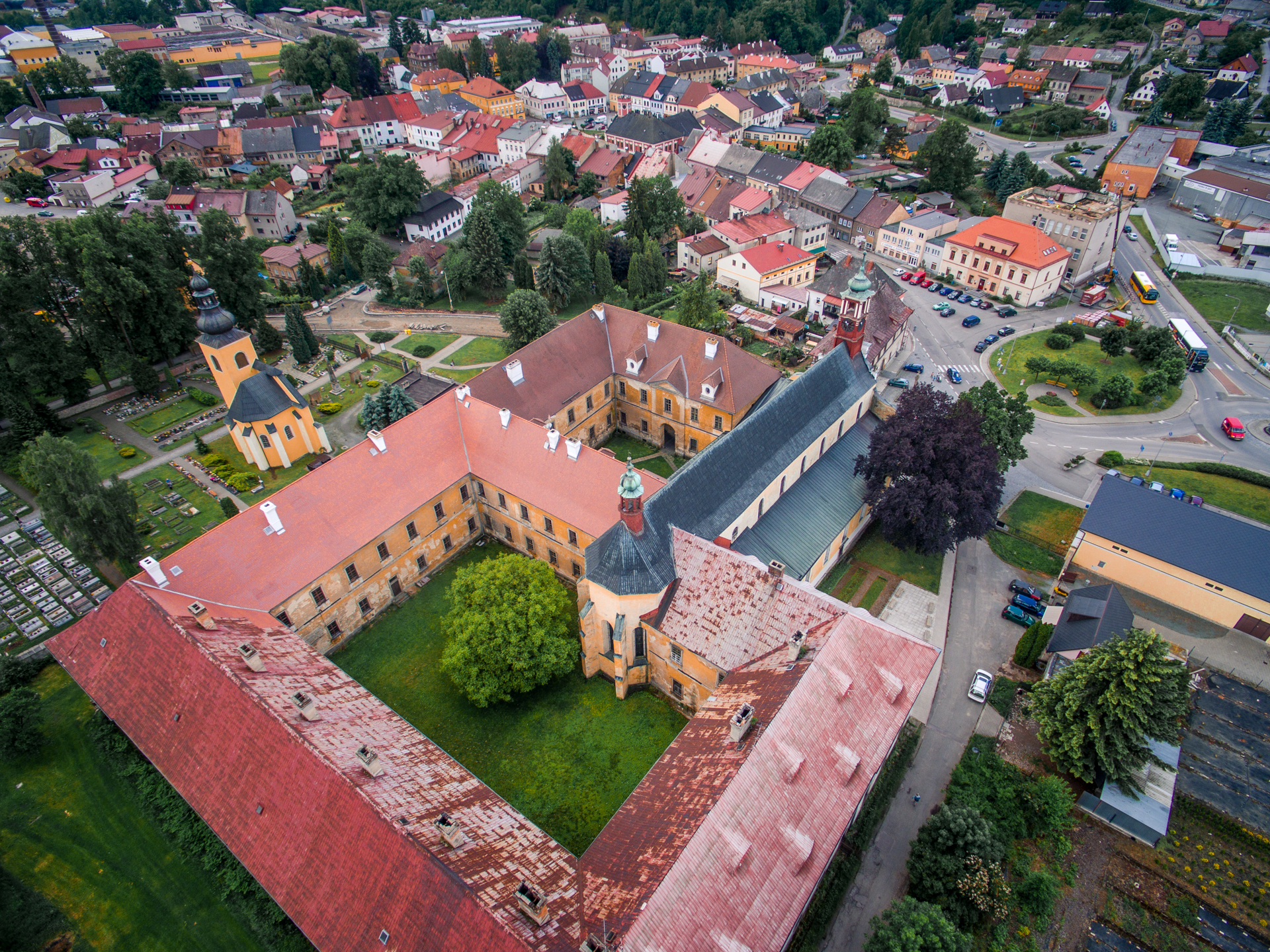
Monastère (vue aérienne).
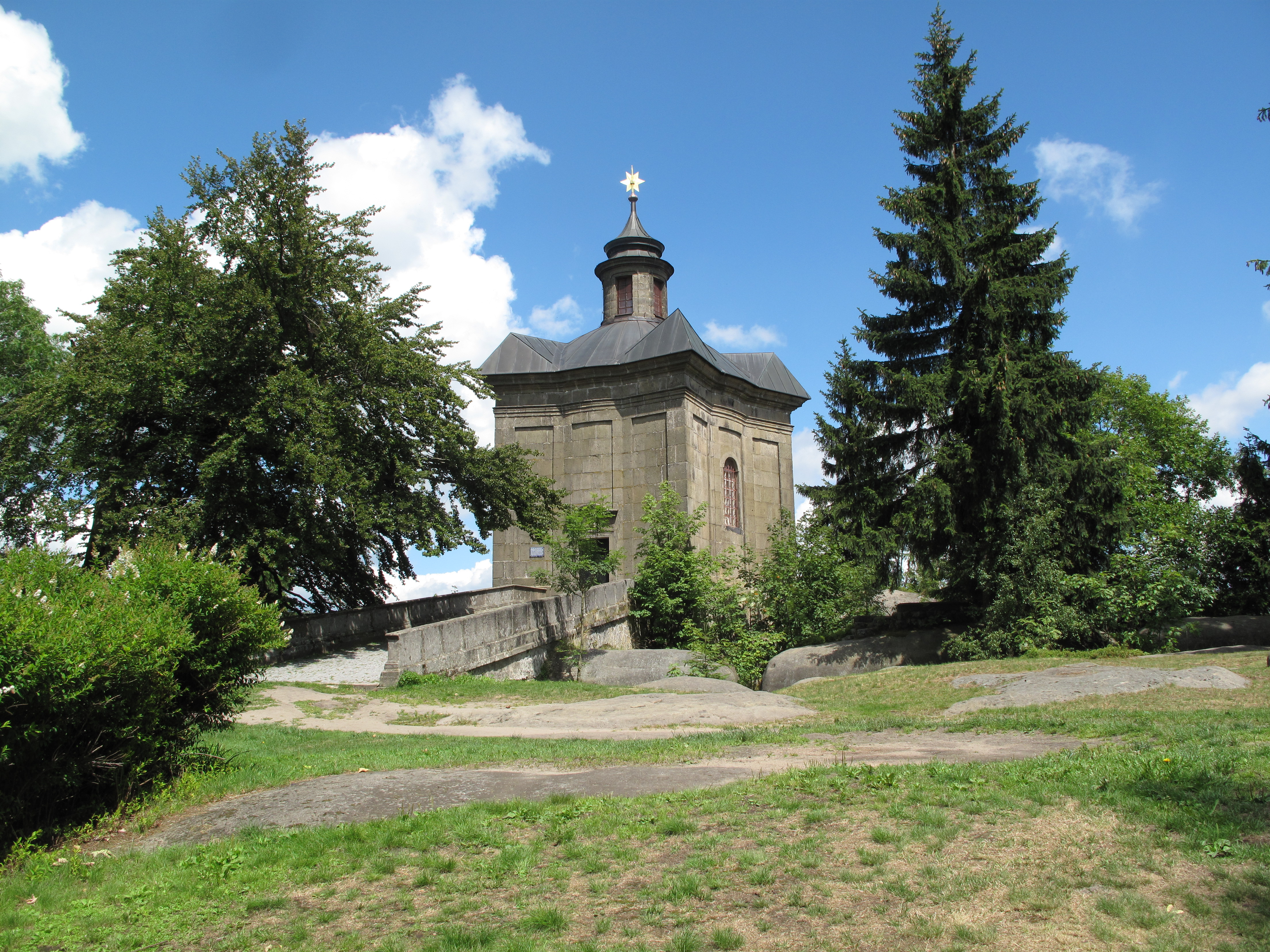
Chapelle dans la zone naturelle protégée de Hvězda.

## Transports
Par la route, Police nad Metují se trouve à 14 km de Broumov, à 17 km de Náchod, à 57 km de Hradec Králové et à 177 km de Prague. 

## Personnalités liées à la commune
- Hanuš Wihan (1855-1920), violoncelliste.